# Supernova

Animation montrant les différentes phases du phénomène supernova.

Pour les articles homonymes, voir Supernova (homonymie).

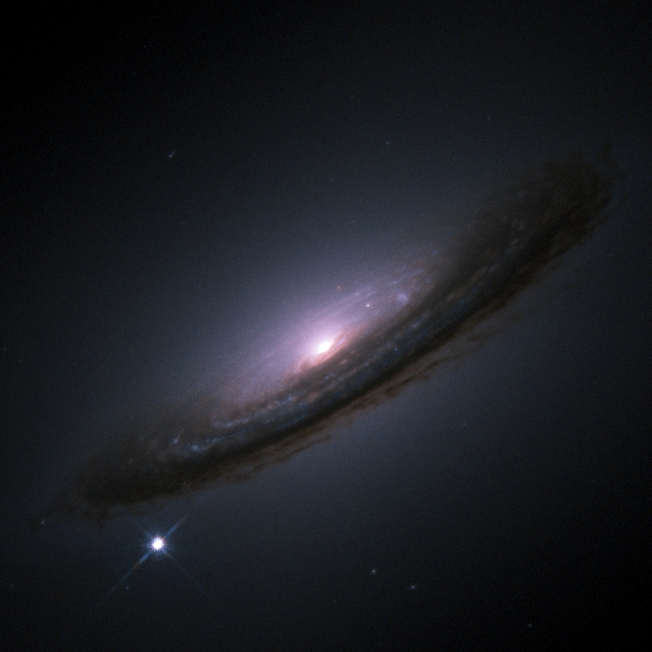
La supernova SN 1994D (point blanc brillant en bas à gauche de l'image), dans la partie externe du disque de la galaxie spirale NGC 4526 (photo datant de 1994).

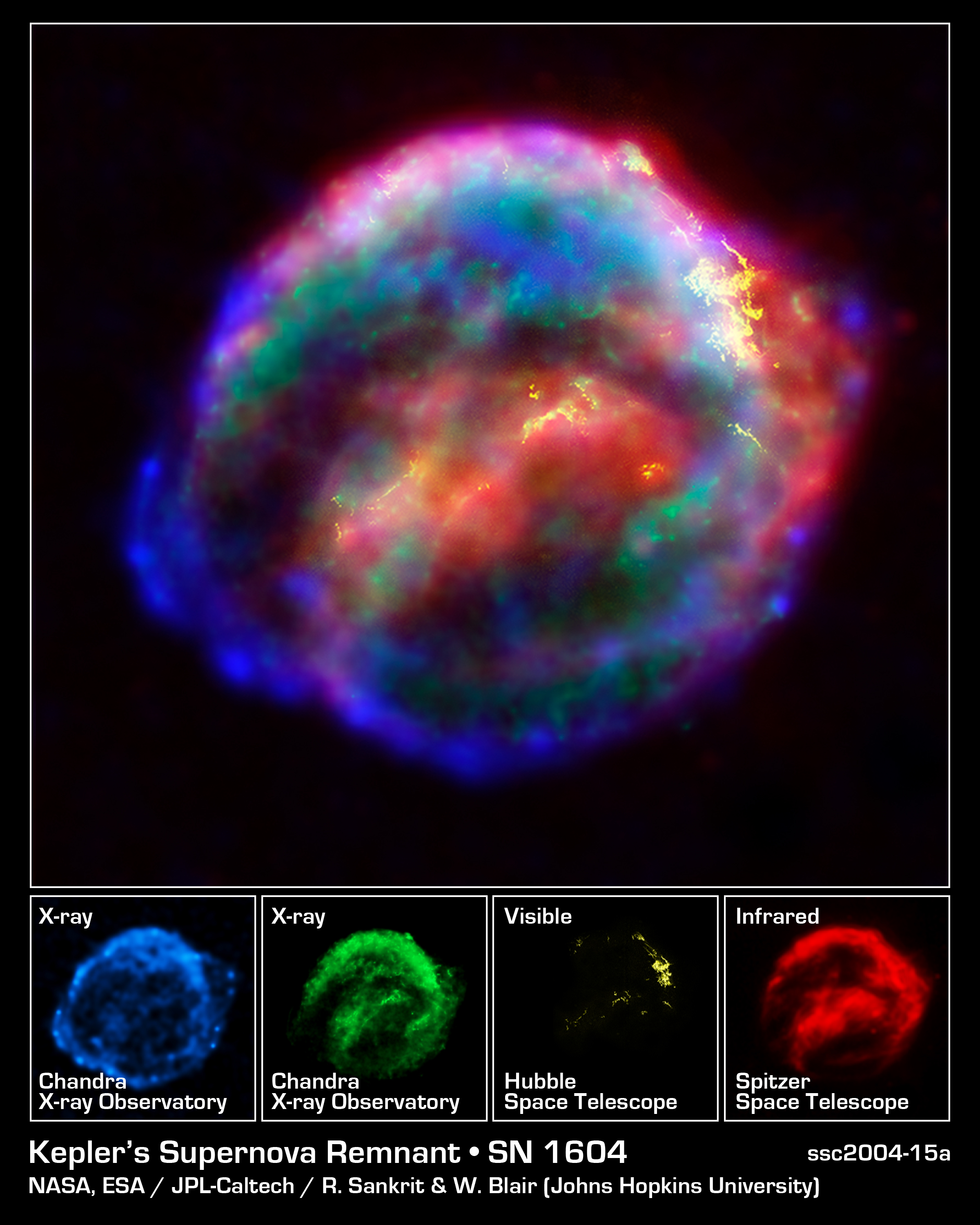
Le rémanent de supernova de Kepler (ou SN 1604) vu par les trois grands télescopes spatiaux : Chandra (en rayons X), Hubble (dans le spectre visible) et Spitzer (en infrarouge), avec une vue recombinée (image principale).

Une supernova est l'ensemble des phénomènes qui résultent de l'implosion d'une étoile en fin de vie, notamment une gigantesque explosion qui s'accompagne d'une augmentation brève mais fantastiquement grande de sa luminosité. Vue depuis la Terre, une supernova apparaît donc souvent comme une étoile nouvelle, alors qu'elle correspond en réalité à la disparition d'une étoile.
En 2024, plus de 10 000 supernovas ont été détectées. Bien qu'il s'en produise une toutes les deux ou trois secondes dans l'Univers observable, les supernovas sont des événements rares à l'échelle humaine : leur taux est estimé à environ une à trois par siècle dans la Voie lactée. Aucune supernova n'a cependant été observée dans notre galaxie depuis l'invention du télescope ; la plus proche observée est SN 1987A, survenue dans une galaxie voisine, le Grand Nuage de Magellan.

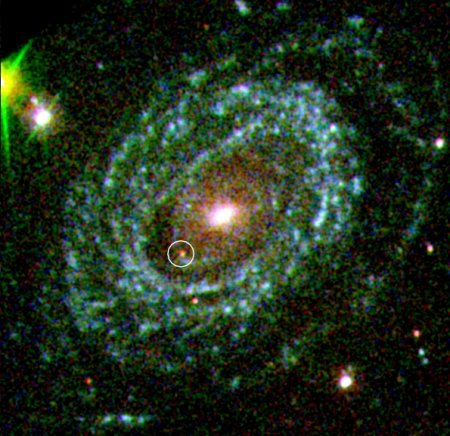
La supernova SN 2005ke vue par le télescope spatial Swift, dans le petit cercle blanc.

Les supernovas ont joué et jouent encore un rôle essentiel dans l'histoire de l'Univers, car c'est lors de son explosion en supernova que l'étoile libère les éléments chimiques qu'elle a synthétisés au cours de son existence — et pendant l'explosion même — et qui sont ensuite diffusés dans le milieu interstellaire. De plus, l'onde de choc de la supernova favorise la formation de nouvelles étoiles en provoquant ou en accélérant la contraction de régions du milieu interstellaire.
Le processus à l'origine d'une supernova est extrêmement bref : il dure quelques millisecondes. Le phénomène lumineux rémanent peut lui durer plusieurs mois. Au maximum de luminosité de l'explosion, la magnitude absolue de l'astre peut atteindre -19, ce qui en fait un objet plus lumineux de plusieurs ordres de grandeur que les étoiles les plus brillantes : pendant cette période, la supernova peut « rayonner plus d'énergie » (et donc avoir une puissance plus grande) qu'une, voire plusieurs galaxies entières. C'est la raison pour laquelle une supernova se produisant dans notre propre galaxie, voire une galaxie proche, est souvent visible à l'œil nu, même en plein jour. Plusieurs supernovas historiques ont été décrites à des époques parfois très anciennes ; on interprète aujourd'hui ces apparitions d'« étoiles nouvelles » comme étant des supernovas.

Bande dessinée illustrant la genèse d'une supernova de type Ia.

Il existe deux mécanismes, en réalité assez distincts, qui produisent une supernova : le premier, la supernova thermonucléaire, résulte de l'explosion thermonucléaire d'un cadavre d'étoile appelé naine blanche ; le second, la supernova à effondrement de cœur, suit l'implosion d'une étoile massive qui est encore le siège de réactions nucléaires au moment de l'implosion. Cette implosion est responsable de la dislocation des couches externes de l'étoile. Un troisième mécanisme, encore incertain, mais s'apparentant au second, est susceptible de se produire au sein des étoiles les plus massives : la supernova par production de paires. Historiquement, les supernovas étaient classées suivant leurs caractéristiques spectroscopiques. Cette classification était peu pertinente d'un point de vue physique. Seules les supernovas dites de type Ia (prononcé « 1 a ») sont thermonucléaires, toutes les autres étant à effondrement de cœur.

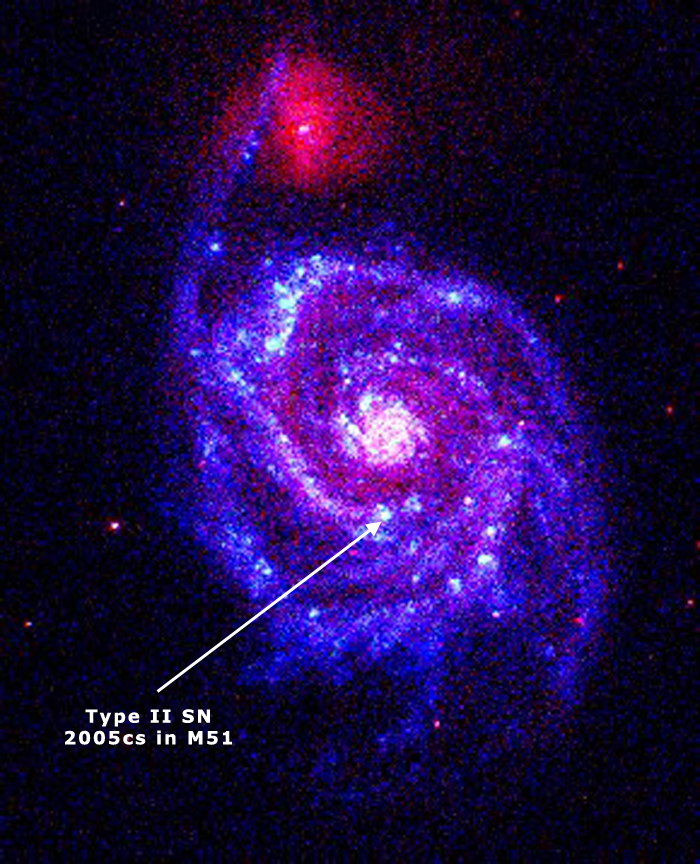
Image de la supernova SN 2005cs dans M51, vue par le télescope spatial Swift.

La matière expulsée par une supernova s'étend dans l'espace, formant un type de nébuleuse appelé rémanent de supernova. La durée de vie de ce type de nébuleuse est relativement limitée, la matière étant éjectée à très grande vitesse (plusieurs milliers de kilomètres par seconde), le rémanent se dissipe relativement vite à l'échelle astronomique, en quelques centaines de milliers d'années. La nébuleuse de Gum ou les dentelles du Cygne sont des exemples de rémanents de supernova dans cet état très avancé de dilution dans le milieu interstellaire. La nébuleuse du Crabe est un exemple de rémanent jeune : l'éclat de l'explosion qui lui a donné naissance a atteint la Terre il y a moins de mille ans.

## Étymologie
Le terme « supernova » provient de « nova », lui-même tiré de l'adjectif latin nova, signifiant « nouvelle ». Historiquement, c'est en 1572 puis en 1604 que le monde occidental découvre que de « nouvelles étoiles » apparaissent parfois, pour un temps limité, sur la voûte céleste. Ces évènements furent décrits respectivement par Tycho Brahe et par Johannes Kepler, dans des écrits latins utilisant l'expression stella nova (voir, par exemple, De Stella Nova in Pede Serpentarii, de Kepler, publié en 1606). Par la suite, l'apparition temporaire d'astres nouveaux fut dénommée « nova ». Ces évènements cachent en fait deux classes de phénomènes distincts : il peut s'agir soit d'une explosion thermonucléaire se produisant à la surface d'une étoile après que celle-ci a accrété de la matière issue d'une autre étoile (sans que l'explosion détruise l'étoile qui en est le siège), soit de l'explosion complète d'une étoile. La distinction entre ces deux phénomènes fut faite dans le courant des années 1930. 
Le premier étant largement moins énergétique que le dernier, c'est le premier qui garda le nom de nova précédemment usité, alors que le second prit le nom de supernova. Le terme lui-même a été employé pour la première fois par Walter Baade et Fritz Zwicky, en 1933 ou 1934, lors du congrès annuel de la société américaine de physique. Il était initialement écrit « super-nova », avant d'être progressivement écrit sans trait d'union. Les écrits plus anciens parlant de l'observation de supernovas utilisent le terme de nova : c'est, par exemple, le cas des rapports d'observation de la dernière supernova observée, en 1885 dans la galaxie d'Andromède, SN 1885A (voir les références dans l'article correspondant).

## Classification spectrale
Historiquement, les supernovas ont été classifiées en fonction de leur spectre, suivant deux types, notés par les chiffres romains I et II, lesquels contiennent plusieurs sous-types :
- les supernovas de type I ont un spectre qui ne contient pas d'hydrogène ;
- les supernovas de type II ont un spectre qui contient de l'hydrogène.

Parmi les supernovas de type I, on distingue trois sous-classes :
- si le spectre montre la présence de silicium, on parle de type Ia ;
- si le spectre ne montre pas la présence de silicium, on regarde l'abondance d'hélium :
  - en présence d'une quantité notable d'hélium, on parle de type Ib ;
  - en présence de faible quantité d'hélium, on parle de type Ic.

Concernant les supernovas de type II, on considère ensuite le spectre environ trois mois après le début de l'explosion :
- si le spectre montre que l'hélium domine sur l'hydrogène, on parle de type IIb ;
- si le spectre montre que l'hydrogène domine sur l'hélium, on parle de type II « normal », celui-ci comprenant en sus deux sous-classes supplémentaires :
  - si la courbe de lumière décroît linéairement après le maximum, on dit que l'on a un type IIL (pour « linéaire ») ;
  - si la courbe de lumière montre un plateau marqué, ou une phase de décroissance lente, on parle de type IIP (pour « plateau »).

À cela s'ajoute qu'en présence de particularités spectroscopiques, est accolée la lettre minuscule « p » (éventuellement précédée d'un tiret si un sous-type est présent), pour l'anglais peculiar. La dernière supernova proche, SN 1987A était dans ce cas. Son type spectroscopique est IIp.
Cette classification est en réalité assez éloignée de la réalité sous-jacente de ces objets. Il existe deux mécanismes physiques donnant lieu à une supernova :
- les supernovas dites thermonucléaires correspondent uniquement au type Ia ;
- les supernovas dites à effondrement de cœur correspondent à tous les autres types. L'appellation supernovas de type II est parfois abusivement utilisée pour désigner l'ensemble de ces objets, alors qu'ils peuvent être de type Ib ou Ic. En cela, l'expression supernova à effondrement de cœur est préférable à l'emploi de « type II », plus ambigu. Les différences spectrales entre les supernovas à effondrement de cœur proviennent essentiellement du fait que l'étoile fait partie ou non d'un système binaire. Les supernovas de type II normal ne font pas partie d'un système binaire, ou alors leur compagnon n'affecte pas significativement leur évolution. Les autres types (Ib, Ic, IIb) résultent par contre de différents types d'interaction entre l'étoile et son compagnon.

## Principe général
Événement cataclysmique signant la fin d'une étoile, une supernova peut résulter de deux types d'événements très différents :
- l'explosion thermonucléaire d'une naine blanche à la suite d'une accrétion de matière arrachée à une étoile voisine (voire une collision avec celle-ci) qui explose complètement (supernova dite thermonucléaire) ;
- l'effondrement gravitationnel d'une étoile massive (supernova dite à effondrement de cœur). Cet effondrement se produit lorsque le cœur de l'étoile est constitué de fer. Cet élément étant le plus stable, sa fusion ou sa fission, consomme de l'énergie au lieu d'en produire. Quand ce cœur de fer est formé, l'étoile n'a plus de source d'énergie engendrant une pression de radiation suffisante pour soutenir les couches supérieures, qui écrasent alors le cœur : le cœur de l'étoile se comprime et les noyaux de fer sont alors dissociés, les protons capturant les électrons pour former des neutrons. Ce nouveau cœur de neutrons, beaucoup plus compact, est alors capable de résister à la compression des couches externes par la force nucléaire (interaction neutron-neutron ou neutron-proton), ce qui arrête brutalement leur effondrement. L'énergie dégagée par les couches internes tombant vers le centre produit une onde de choc qui « souffle » les couches extérieures de l'étoile, formant le gaz du rémanent de la supernova.

## Types de supernovas
Les astronomes ont réparti les supernovas en différentes classes, suivant les éléments qui apparaissent dans leur spectre électromagnétique.
L'élément principal entrant en jeu dans la classification est la présence ou non d'hydrogène. Si le spectre d'une supernova ne contient pas d'hydrogène, elle est classée type I, sinon type II. Ces groupes comportent eux-mêmes des subdivisions.

### Type Ia
Les supernovas de type Ia (SNIa) ne présentent pas d'hélium dans leur spectre mais du silicium. La variation de la luminosité de l'étoile durant une supernova de type Ia étant extrêmement régulière, les SNIa peuvent être utilisées comme chandelles cosmiques. En 1998, c'est ainsi par l'observation de SNIa dans des galaxies éloignées que les physiciens ont découvert que l'expansion de l'Univers s'accélérait.
On pense généralement que les SNIa trouvent leur origine dans l'explosion d'une naine blanche approchant ou ayant atteint la limite de Chandrasekhar par accrétion de matière.
Un scénario possible expliquant ce phénomène est une naine blanche en orbite autour d'une étoile moyennement massive. La naine attire la matière de son compagnon jusqu'à ce qu'elle atteigne la limite de Chandrasekhar. Par la suite, la pression interne de l'étoile étant devenue insuffisante pour contrecarrer sa propre gravité, la naine commence à s'effondrer. Cet effondrement permet l'allumage de la fusion des atomes de carbone et d'oxygène qui composent l'étoile. Cette fusion n'étant plus régulée par l'échauffement et la dilatation de l'étoile, comme pour les étoiles de la séquence principale (la pression de l'étoile est celle de ses électrons dégénérés, calculée par Fermi), il se produit alors un emballement des réactions de fusion qui désintègre la naine dans une gigantesque explosion thermonucléaire. Ceci est différent du mécanisme de formation d'une nova, dans lequel la naine blanche n'atteint pas la limite de Chandrasekhar, mais commence une fusion nucléaire de la matière accumulée et comprimée à la surface. L'augmentation de luminosité est due à l'énergie libérée par l'explosion et se maintient le temps nécessaire à la désintégration du cobalt en fer.
Un autre scénario, publié en 2011, conclut, autour du cas de la supernova PTF10ops, que les SNIa pourraient être dues à la collision de deux naines blanches,.
En fait, on peut distinguer quatre groupes de supernovas de type Ia : les « NUV-bleues », « NUV-rouges », « MUV-bleues » et « irrégulières »[Quoi ?]. L'abondance relative des SNIa NUV-bleues et NUV-rouges (les deux groupes les plus nombreux) s'est modifiée au cours des derniers milliards d'années, ce qui pourrait compliquer leur utilisation comme marqueurs de l'expansion cosmique.

### Type II, Ib et Ic
La phase ultime de la vie d'une étoile massive (plus de huit masses solaires) commence après que le cœur de fer et de nickel 56 s'est construit par phases successives de réactions de fusion nucléaire. Ces éléments étant les plus stables, les réactions de fusion, comme de fission nucléaire du fer consomment de l'énergie au lieu d'en produire. Entre environ huit et dix masses solaires, les fusions successives s'arrêtent alors que le cœur est composé d'oxygène, de néon et de magnésium, mais le scénario décrit ci-dessous reste valable.
À la fin de la phase de fusion du fer, le cœur atteint la densité à laquelle la pression de dégénérescence des électrons domine (~1 t/cm3). La couche enserrant directement le cœur, devenu inerte, continue à produire du fer et du nickel à la surface du cœur. Sa masse continue ainsi d'augmenter jusqu'à atteindre la « masse de Chandrasekhar » (environ 1,4 masse solaire). À cet instant, la pression de dégénérescence des électrons est dépassée. Le cœur se contracte et s'effondre sur lui-même. De plus, une phase de neutronisation commence, qui diminue le nombre d'électrons et donc leur pression de dégénérescence. Les électrons sont capturés par les protons, engendrant un flux massif de 1058 neutrinos électroniques, et transformant le cœur en une étoile à neutrons de 10-20 km de diamètre et de la densité d'un noyau atomique (>500 Mt/cm3).
C'est cette contraction gravitationnelle du cœur en neutronisation et celles des couches internes adjacentes qui dégagent toute l'énergie de l'explosion de la supernova. C'est une explosion due au dégagement d'énergie du potentiel gravitationnel qui augmente durant cet effondrement, dépassant de plusieurs fois tout le potentiel nucléaire de l'hydrogène au fer (environ 0,9 % de l'énergie de masse). Cette énergie est transmise vers l'extérieur selon différents phénomènes tels que l'onde de choc, l'échauffement de la matière, et surtout le flux de neutrinos.
Lorsque la densité dépasse la densité d'un noyau atomique, la force nucléaire devient très répulsive. Les couches externes du cœur rebondissent à 10-20 % de la vitesse de la lumière. L'onde de choc du rebond se propage vers les couches extérieures et entre en compétition avec la matière chutant vers l'intérieur, de telle façon qu'elle se stabilise vers 100-200 km du centre. Les neutrinos diffusent hors du cœur en quelques secondes et une fraction d'entre eux chauffent la zone du manteau située à l'intérieur de l'onde de choc (appelée « région de gain »). Le reste est libéré dans l'espace, emportant 99 % de l'énergie totale de la supernova. On pense de nos jours, que l'apport d'énergie à l'onde de choc par le chauffage de la région de gain dû aux neutrinos est l'élément clé responsable de l'explosion de la supernova.
Dans les étoiles massives, pendant les derniers instants de l'explosion, les hautes températures (>109 K) pourraient permettre une forme de nucléosynthèse explosive appelée « processus r » : une grande densité de neutrons (1020 n/cm3) fait que leur capture par les noyaux est plus rapide que la décroissance radioactive β−, car cela se produit en quelques secondes. C'est ainsi que se produisent des isotopes riches en neutrons de numéro atomique bien supérieur à celui du fer (N = 26) et que s'explique l'existence de noyaux radioactifs lourds dans l'Univers comme le thorium et l'uranium, toujours présents sur Terre puisque leurs demi-vies sont de l'ordre de l'âge du système solaire.
Il existe aussi des variantes minimes de ces différents types, avec des désignations telles que II-P et II-L, mais elles décrivent simplement le comportement de l'évolution de la luminosité (II-P observe un plateau alors que II-L non) et non des données fondamentales.
Les supernovas de type Ib et Ic ne montrent pas de silicium dans leur spectre et l'on ne connaît pas encore le mécanisme de leur formation. Les supernovas de type Ic ne montrent pas non plus d'hélium dans leur spectre. On pense qu'elles correspondent à des étoiles en fin de vie (comme le type II) et qui auraient déjà épuisé leur hydrogène, de sorte que celui-ci n’apparaît pas sur leur spectre.
Les supernovas de type Ib sont sûrement le résultat de l'effondrement d'une étoile Wolf-Rayet. Un lien avec les sursauts gamma longs semble établi.

### Hypernovas
Quelques étoiles exceptionnellement massives peuvent produire une « hypernova » quand elles s'effondrent. Ce type d'explosion n'est cependant connu que théoriquement, il n'est pas encore confirmé par des observations.
Dans une hypernova, le cœur de l'étoile s'effondre directement en un trou noir car il est devenu plus massif que la limite des « étoiles à neutrons ». Deux jets de plasma extrêmement énergétiques sont émis le long de l'axe de rotation de l'étoile à une vitesse proche de celle de la lumière. Ces jets émettent d'intenses rayons gamma et pourraient expliquer l'origine des sursauts gamma. En effet, si l'observateur se trouve dans (ou proche de) l'axe des jets, il recevra un signal qui pourrait être capté depuis le fin fond de l'Univers (horizon cosmologique).

## Luminosité
Les supernovas de type I sont, toutes proportions gardées, considérablement plus brillantes que celles de type II. Ceci en luminosité électromagnétique.
Par contre les supernovas de type II sont intrinsèquement plus énergétiques que celles de type I. Les supernovas à effondrement de cœur (de type II) émettent la grande partie, voire la quasi-totalité, de leur énergie sous forme d'un rayonnement neutrinique.
La plus brillante supernova observée en 400 ans a été repérée en 1987 au sein des vastes nuées de gaz de la nébuleuse de la Tarentule, dans le Grand Nuage de Magellan.

## Désignation des supernovas
Les découvertes de supernovas sont déclarées au Bureau central des télégrammes astronomiques de l'Union astronomique internationale, qui émet un télégramme électronique avec la désignation qu'il assigne à la supernova. Cette désignation suit le format SN YYYYA ou SN YYYYaa, où SN est l'abréviation de supernova, YYYY est l'année de découverte, A est une capitale latine et aa sont deux minuscules latines. Les 26 premières supernovas de l'année ont une lettre entre A et Z ; après Z, elles commencent par aa, ab, et ainsi de suite. Par exemple, SN 1987A, la supernova sans doute la plus célèbre des temps modernes, qui a été observée le 23 février 1987 dans le Grand Nuage de Magellan, était la première découverte cette année-là. C'est en 1982 que la première appellation à deux lettres (SN 1982aa, dans NGC 6052) fut nécessaire. Le nombre de supernovas découvertes chaque année a régulièrement crû.
Il a connu une augmentation considérable à partir de 1997, date de la mise en place de programmes consacrés à la découverte de ces objets, notamment les supernovas thermonucléaires. Les premiers programmes spécialisés de grande envergure étaient le Supernova Cosmology Project, dirigé par Saul Perlmutter, et le High-Z Supernovae Search Team, dont le responsable était Brian P. Schmidt. Ces deux programmes ont permis en 1998 de découvrir l'accélération de l'expansion de l'Univers.
D'autres programmes spécialisés ont par la suite vu le jour, comme ESSENCE (également dirigé par Brian P. Schmitt) ou SNLS. De grands relevés, comme le Sloan Digital Sky Survey, ont également permis la découverte d'un grand nombre de supernovas. Le nombre de supernovas découvertes est ainsi passé de 96 en 1996 à 163 en 1997. Il était de 551 en 2006 ; la dernière découverte cette année-là était SN 2006ue.

## Supernovas remarquables

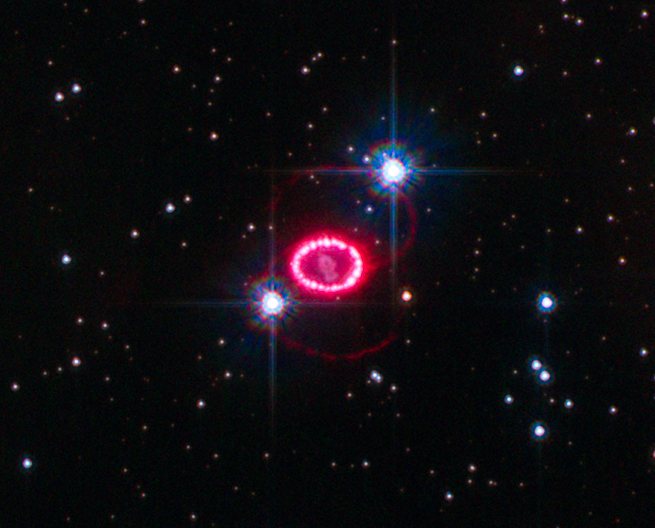
Le reste de la supernova 1987A. Noter que la matière éjectée par la supernova elle-même est le cercle du centre de l'image. Les deux autres cercles plus faibles et plus écartés sont dus à des éjections de matière de l'étoile avant son explosion en supernova ; les deux points blancs correspondent à des étoiles d'avant ou d'arrière-plan sans rapport avec l'étoile progénitrice.

Les supernovas sont des événements spectaculaires mais rares. Plusieurs ont été visibles à l'œil nu depuis l'invention de l'écriture, et le témoignage de leur observation est parvenu jusqu'à nous.
- 1006 - Observation de la supernova la plus brillante observée sur Terre durant les temps historiques (SN 1006), dans la constellation du Loup.
- 1054 - La formation de la Nébuleuse du Crabe, dans la constellation du Taureau, observée par des astronomes chinois (SN 1054).
- 1181 - Supernova moins connue dans la constellation de Cassiopée (SN 1181).
- Vers 1300 - Une supernova ayant engendré le rémanent RX J0852.0-4622 (ou Vela Junior) s'est probablement produite, mais semble ne pas avoir été observée, malgré une certaine proximité avec la Terre.
- 1572 - Supernova dans Cassiopée, observée par Tycho Brahe, dont le livre De Nova Stella sur le sujet nous donna le mot « nova » (SN 1572).
- 1604 - Supernova dans Ophiuchus, observée par Johannes Kepler (SN 1604).
- 1885 - Première supernova de l'ère télescopique, observée dans la galaxie d'Andromède et visible à l'œil nu (SN 1885A).
- 1987 - Supernova 1987A - Ce fut la première occasion de mettre les théories modernes sur la formation des supernovas à l'épreuve des observations.
- 2014 - IPTF14hls, dont les observations ne peuvent être expliquées entièrement par les théories actuelles.

Quelques autres supernovas remarquables ont fait l'objet de nombreuses études, parmi lesquelles :
- Vers 1680, l'explosion d'une autre supernova aurait pu être observée sur Terre, mais on n'en trouve aucune mention dans les travaux des astronomes de l'époque. Ce n'est qu'au milieu du XXe siècle qu'a été rétrospectivement identifié le rémanent, Cassiopeia A, dont l'âge est estimé légèrement supérieur à trois siècles. La raison pour laquelle cette supernova est demeurée invisible n'est pas connue actuellement, mais est probablement due au fait que l'absorption du milieu interstellaire situé entre la supernova et la Terre était importante, allié au fait que cette supernova était sans doute sous-lumineuse, à l'instar de Cassiopée A.
- 2006 - Supernova SN 2006gy dans la galaxie NGC 1260 située à 240 millions d'années-lumière de la Terre observée par Robert Quimby et Peter Mondol et étudiée en utilisant les télescopes Keck à Hawaii et Lick sur le mont Hamilton en Californie. Sa luminosité dépassait d'environ cinq fois celle de toutes les supernovas observées à ce jour et sa durée était de 70 jours. Cette supernova pourrait être un exemple de supernova par production de paires, uniquement issue d'étoiles extrêmement massives, désormais très rares dans l'Univers.
- 2007 - Supernova SN 2007bi dans une galaxie naine riche en étoiles très massives, était une étoile de plus de 200 masses solaires riche en oxygène et pauvre en métaux. Sa luminosité dépasse toutes les supernovas observées à ce jour et sa durée fut de 550 jours. Cette supernova semble être un autre exemple de supernova par production de paires qui aurait produit de l'antimatière, cause de son explosion[10].
- 2008 - Supernova SN 2008D[11] dans la galaxie NGC 2770, située à 88 millions d'années-lumière de la Terre, observée le 9 janvier 2008 par une équipe internationale d'astronomes dirigée par Alicia Soderberg. C'est la première fois qu'une supernova est photographiée au moment même où commençait son explosion.
- 2011 - Dans la galaxie M51, située à 31 millions d'années-lumière de la Terre, découverte le 31 mai 2011 par l'astronome amateur français Amédée Riou, d'une étoile de 8 masses solaires ayant explosé en supernova de type II [12]. Une deuxième supernova, dans la galaxie M101, de type Ia, a été découverte par l'équipe du Palomar Transient Factory, le 24 août[13].
- 2016 - Un article publié le 15 janvier 2016 dans la revue Science fait état de la découverte de la supernova ASASSN-15lh, qu'il considère comme la plus lumineuse découverte à ce jour[14]. Sa luminosité serait de 2 × 1038 W, soit 570 milliards de fois la luminosité solaire[15].
- 2016 - En août, le Dark Energy Survey découvre DES16C2nm, l'hypernova la plus ancienne et lointaine qui ait été recensée à ce jour, située à 10,5 milliards d'années-lumière de la Terre[16].
- 2016 - En septembre, l’astronome amateur argentin Victor Buso capture par hasard les images de la phase initiale de la supernova SN 2016gkg alors qu’il calibre son nouveau matériel[17],[18],[19].
- 2019 - SN 2019yvr : Une supernova de type Ib provoquée par une étoile anormalement froide et jaune est observée[20],[21].